# Осколково (Алтайский край)
Осколково — село в Алейском районе Алтайского края. Административный центр и единственный населеленый пункт Осколковского сельсовета.

## География
Расположен в центральной части края, в лесостепной зоне, у рек Пашиха, Порозиха и озера Травяное.
Климат
резко континентальный. Средняя температура января −17,6ºС, июля — + 20ºС. Годовое количество осадков — 440 мм.

## История
Основано в 1826 г.
В 1928 г. состояло из 748 хозяйства. Центр Осколковского сельсовета Алейского района Барнаульского округа Сибирского края.

## Население
| 1926 | 1997  | 1998  | 1999 | 2000  | 2001 | 2002 | 2003 | 2004 |
| ---- | ----- | ----- | ---- | ----- | ---- | ---- | ---- | ---- |
| 4504 | ↘1038 | ↘1030 | ↘950 | ↗1030 | ↘980 | ↘975 | ↘974 | ↘952 |
| 2005 | 2006  | 2007  | 2008 | 2009  | 2010 | 2011 | 2012 | 2013 |
| ↘913 | ↗920  | ↘903  | ↘900 | ↗909  | ↘805 | ↘800 | ↗801 | ↘775 |
| 2014 | 2015  | 2016  | 2017 | 2018  | 2019 | 2020 | 2021 |      |
| ↘756 | ↘739  | ↘728  | ↘705 | ↗706  | ↘689 | ↘675 | ↘668 |      |

национальный состав
В 1928 г. основное население — русские.
Согласно результатам переписи 2002 года, в национальной структуре населения русские составляли 96 %.

## Известные жители
- Михаил Иванович Сукнев (21 сентября 1919 — 25 января 2004) — советский военнослужащий, участник Великой Отечественной войны, один из немногих был дважды награждён орденом Александра Невского, уроженец Осколково
- Сериков Петр Макарович 1924 г.р. Медаль за отвагу январь 1945 г, Орден Отечественной войны I степени. Уроженец с. Осколково

## Инфраструктура
МКОУ Осколковская средняя общеобразовательная школа.
Администрация сельсовета.
Экономика
Основное направление — сельское хозяйство.

## Транспорт
Село доступно по дороге общего пользования межмуниципального значения «Приятельский — Осколково — а/д К-13» (идентификационный номер 01 ОП МЗ 01Н-0105).